# Ferrocarril del Norte de Buenos Aires
El Ferrocarril del Norte de Buenos Aires era una compañía de capitales británicos que operó una línea de trocha ancha (1,676 m) en Argentina, en la segunda mitad del siglo XIX. Su nombre en inglés era Buenos Aires Northern Railway (BAN).
En 1857 el gobierno de la Provincia de Buenos Aires le otorgó a la empresa Ferrocarril de Buenos Aires a San Fernando la concesión para construir una línea de ferrocarril desde la ciudad de Buenos Aires hasta San Fernando en el actual conurbano bonaerense, cubriendo una distancia de 28 km. Esto era parte de un plan para tener un enlace ferroviario entre Buenos Aires y Rosario. En primera instancia el viaje desde San Fernando a Rosario se completaría mediante un barco a vapor que navegaría el Río Paraná hasta que el enlace ferroviario entre ambas ciudades estuviera terminado. Los trabajos comenzaron el 25 de febrero de 1862 y poco después la compañía fue vendida al Ferrocarril del Norte de Buenos Aires.
La línea tenía su estación terminal en la Aduana Nueva, situada en la intersección de las calles Paseo Colón y Victoria (actualmente Hipólito Yrigoyen) en el centro de Buenos Aires, y alcanzó el pueblo de Belgrano el 7 de diciembre de 1862, San Isidro el 10 de octubre de 1863 y San Fernando el 4 de febrero de 1864. La línea fue extendida hasta Tigre y al muelle de San Fernando en el año siguiente.
En 1889 la compañía fue absorbida por la empresa Ferrocarril Central Argentino.

## Origen

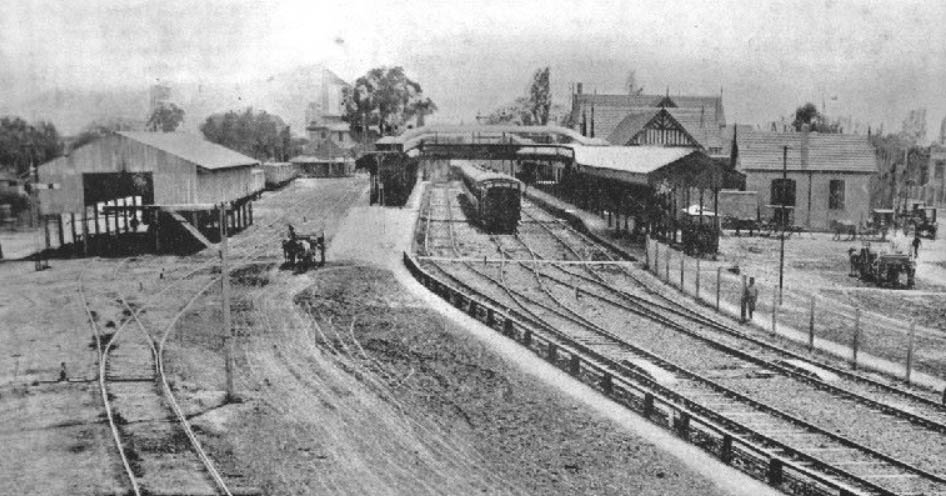
Estación Tigre, terminal de la línea, cerca 1900.

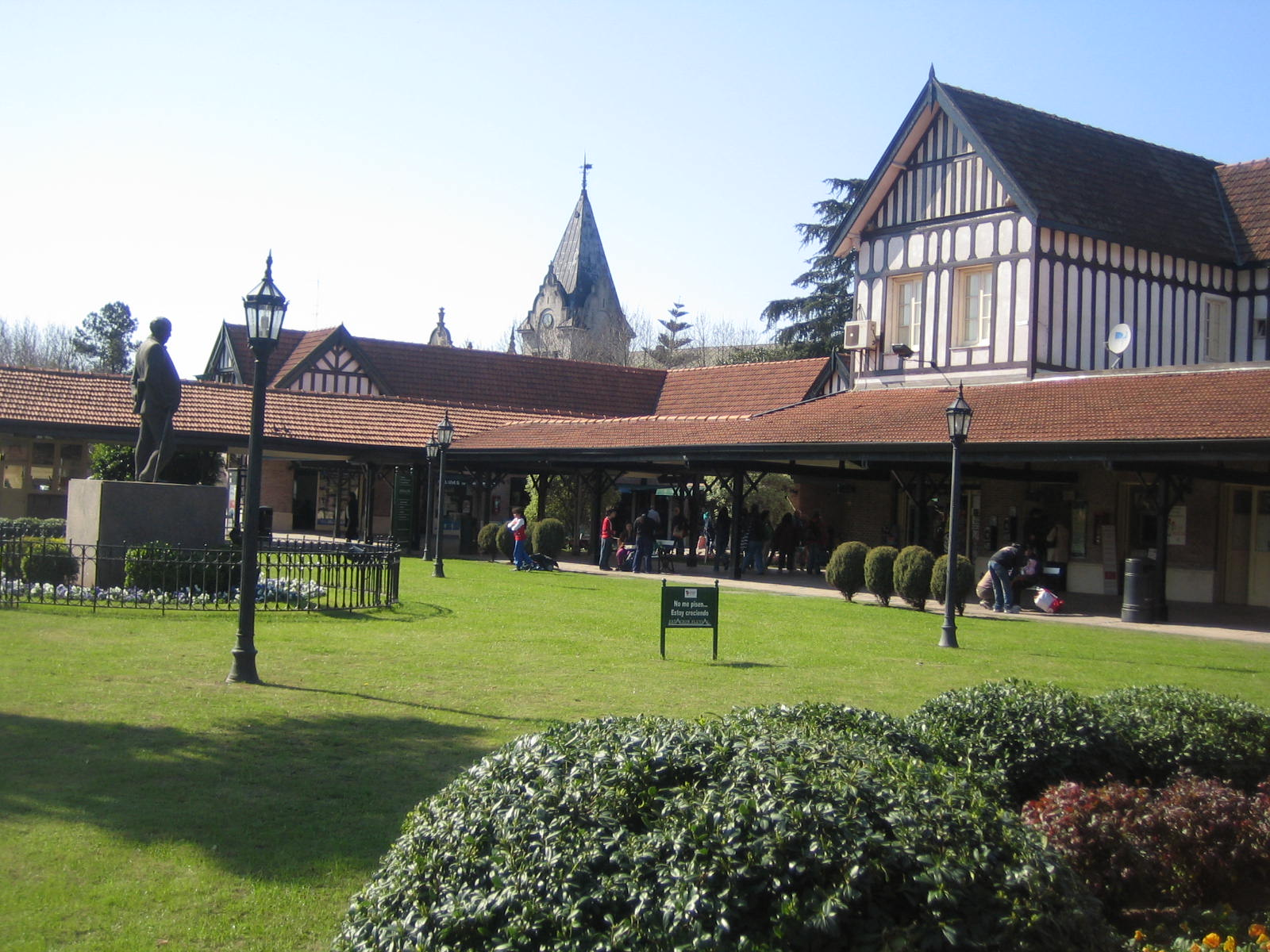
Vista actual de la Estación Fluvial Sarmiento, exestación Tigre del Ferrocarril del Norte.

Por la ley provincial del 27 de junio de 1857 se acuerda a don D. Eduardo Augusto P. Hopkins la primera concesión del ferrocarril de Buenos Aires a San Fernando, en las mismas condiciones establecidas para el F.C.O.
Por el contrato que el señor Hopkins firmó el 3 de agosto de 1857 con el gobernador Valentín Alsina se comprometió a construir un ferrocarril a caballos que, partiendo de la Aduana Nueva (Paseo Colon y Victoria), bordeara el costado oeste de la Usina de Gas (Retiro) y desde aquí siguiera por medio de locomotoras, hasta el canal de San Fernando, con estaciones intermedias en Belgrano y San Isidro por lo menos. 
Se formó la sociedad anónima “Compañía del Ferrocarril a San Fernando” con un capital de 750.000 pesos fuertes, al que la provincia garantizó 7% de interés durante 20 años, aparte de donar todo el terreno de 20 varas de ancho en que se constituiría la vía. Esta donación aumentó poco después a 25 varas, y la empresa se obligó a hacer estaciones en Retiro, Palermo y Olivos.
La concesión es declarada caduca por haber pasado el plazo para comenzar su construcción, y la nueva concesión se acuerda a don José Rodney Crosky (representante de un sindicado) el 25 de febrero de 1862. El 17 de octubre del mismo año se realiza una nueva transferencia a favor de la “Compañía del Ferrocarril del Norte de Buenos Aires”, constituida en Londres.
La construcción comenzó en Retiro y, a los pocos días de iniciadas las obras, el 7 de diciembre de 1862 se inauguró la línea hasta la estación "Valentín Alsina" (hoy Belgrano “C”), el 10 de octubre de 1863 alcanzó San Isidro, con estaciones intermedias en Rivadavia y Olivos. Desde las inmediaciones de la Plaza de Mayo comenzaba el recorrido de un tranvía a caballos complementario del ferrocarril. En febrero de 1864 se autorizó a emplear locomotoras en lugar de caballos para el tramo del tranvía.
La ampliación de la línea hasta San Fernando se inauguró el 4 de febrero de 1864, y hasta Tigre en febrero de 1865, con lo que alcanzó una longitud de 29 km. En 1873 se habilitó el desvío al muelle de San Fernando. A pesar de haber solicitado en 1864 la prolongación a Zárate, este ferrocarril no realizó ninguna otra construcción de vía hasta su transferencia al Ferrocarril Central Argentino, en el año 1889.
No obstante su limitación, los resultados comerciales del ferrocarril del norte fueron buenos, pues en 1870 dio un interés de 8,19%, que al año siguiente sería de 15,22%.

## El trazado de la línea
La traza comenzaba en la estación "25 de Mayo" (donde posteriormente se ubicó el monumento a Garay, frente a la Casa de Gobierno), sin embargo, hasta la estación Retiro el trayecto era exclusivamente para pasajeros y se brindaba por medio de tranvías a caballo. Este servicio, inaugurado el 14 de julio de 1863, tenía como fin acercar pasajeros al Ferrocarril.
Partiendo de la estación Retiro, la línea fue construida sobre el Camino Real, por lo cual no hubo impedimentos físicos que encarecieran la construcción. Cruzaba luego los parques nivelados del Caserón de Rosas y llegaba al pueblo de Belgrano. De allí seguía bordeando la costa del Río de la Plata, favoreciendo con sus servicios a todos los pueblos de la zona norte, hasta llegar al Tigre.[cita requerida]
Los pasajeros procedentes del litoral por medio de vapores recorrían el Paraná y el Capitán (actual río Sarmiento) hasta el Tigre; aquí transbordaban al ferrocarril y así entraban en Buenos Aires, con lo que se ahorraban 4 o 5 horas de navegación.
En el año 1870, las estaciones del recorrido eran las siguientes: 25 de Mayo (del Tranvía), Retiro, Palermo (luego Recoleta y finalmente suprimida), Belgrano, Rivadavia, Olivos, San Isidro, San Fernando y Tigre.

## La Estación Central

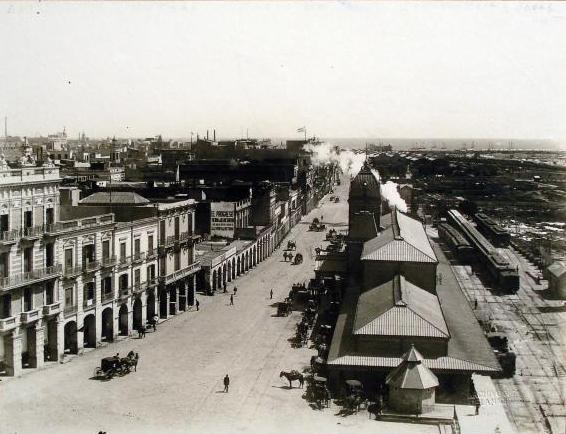
Vista de la Estación Central de Buenos Aires, en el año 1895.

Por iniciativa del Ferrocarril a Ensenada, el 31 de diciembre de 1872 se inauguró la Estación Central de Buenos Aires, un edificio de zinc y madera, ubicado en el Paseo de Julio (hoy Av. Alem) entre las calles Bartolomé Mitre y J. D. Perón. Era una estación de doble entrada ya que por un lado llegaban las vías del Ferrocarril del Norte (y trenes del Ferrocarril del Oeste y del Buenos Aires y Campana, empalmando con el F.C.N. en Recoleta y Palermo respectivamente), y por el otro lado tenía acceso el Ferrocarril de la Ensenada (y el del Sud, empalmando cerca de la estación Tres Esquinas). Para acceder a dicha Estación, el F.C.B.A.P.E. debió extender el largo viaducto de altas columnas de hierro, que originalmente iba desde la estación Casa Amarilla hasta la estación Venezuela (en la intersección de dicha calle), hasta la calle Hipólito Yrigoyen.
William Rögind la describe fervorosamente en uno de sus libros: “Era una verdadera Estación Central de ferrocarriles, con una plataforma sobre la línea principal y otras dos correspondientes a dos vías muertas, cuyos paragolpes estaban a la cabecera del lado Norte de la estación y cuya capacidad era para 4 o 5 coches. La primera de ellas se denominaba Vía Belgrano, porque era la que generalmente hacia el servicio para el partido de Belgrano, (...). La otra se llamaba vía cuatro y media, porque de allí partía para el Tigre a esa hora o poco más a la tarde, uno de los más importantes trenes del F.C. del Norte.
Las comodidades para el público eran por duplicado: de un lado para los pasajeros del Sud y del otro para los del Norte. Ni para tomar un whisky tenían que mezclarse los pasajeros de un lado con los del otro extremo, pues había dos confiterías; una para el F.C. de Ensenada y otro para el F.C. del Norte, dos salas para señoras, y así, todo en el mismo andén. Las oficinas para el personal de la estación eran: dos de encomiendas a ambas cabeceras de la estación y, en el medio del edificio, una oficina para las boleterías con un pasadizo al lado Norte para los trenes que salían para ese lado y otro al lado Sud para los respectivos trenes. Debajo de una escalera por donde se subía al piso superior, estaba la oficina de telégrafos, debajo de la otra escalera (pues había dos) estaba la oficina de correos. En fin, allí no faltaba nada. El Jefe de movimiento, que era el Inspector en Jefe de plataformas y sus otros dos Inspectores, tenían por oficina todo el andén ”...
Un incendio destruyó la Estación Central el 14 de febrero de 1897, tras lo cual las cabeceras de los ferrocarriles Norte (ya en manos del FCCA) y Ensenada fueron trasladados hasta las estaciones Retiro y Venezuela respectivamente. Poco después este último ferrocarril se retiró hasta la estación Casa Amarilla en el barrio de la Boca, abandonando el viaducto de hierro paralelo a la costa, que hoy se encuentra bajo la Avenida Paseo Colón.

## El ramal Victoria-Pergamino-Rosario

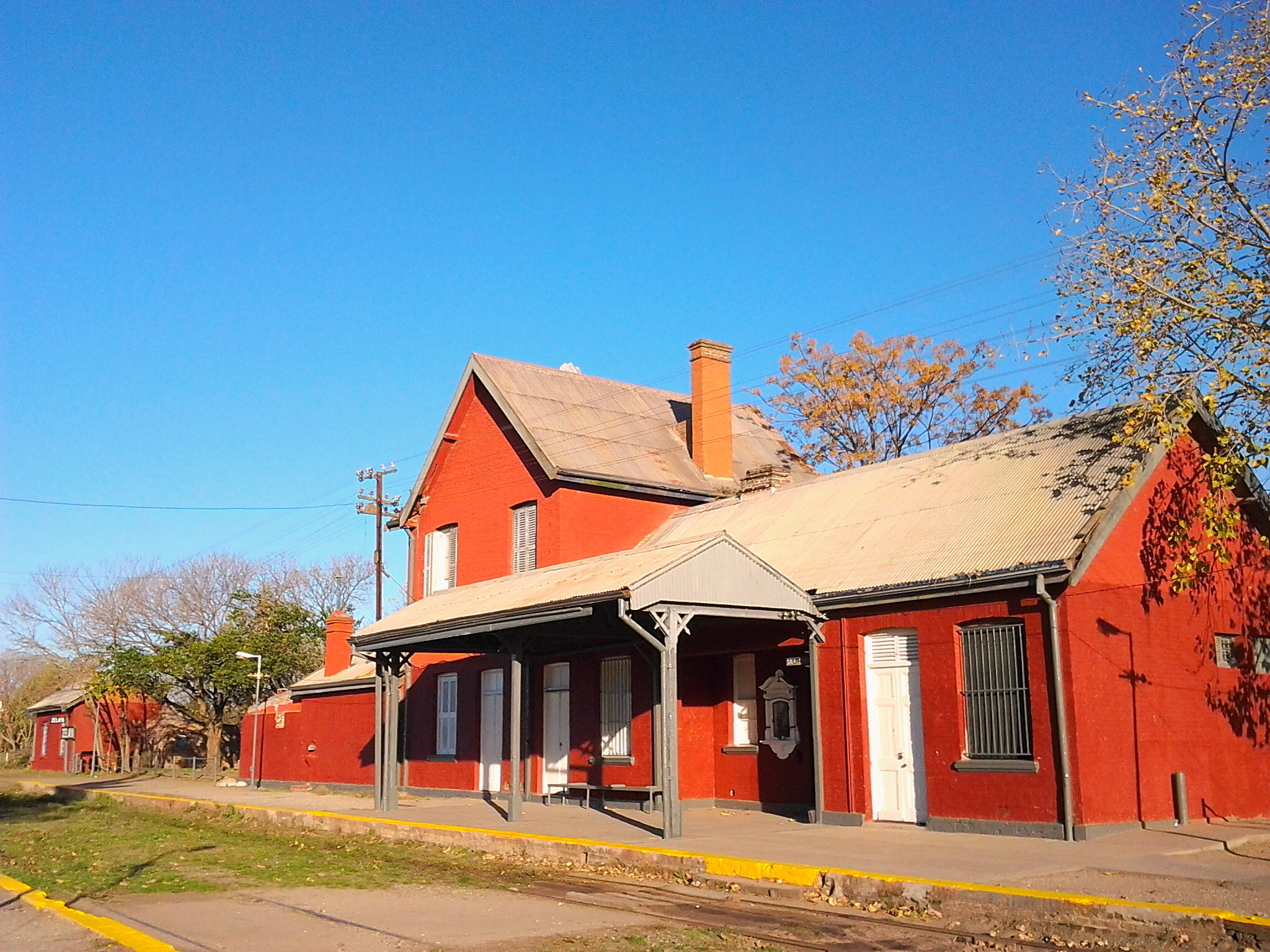
Estación Zelaya, en el ramal Victoria-Vagués.

Para 1880, el Ferrocarril Central Argentino, ya era una importante empresa que brindaba servicios en las provincias de Córdoba y Santa Fe, sin embargo, sus rieles no llegaban hasta la ciudad de Buenos Aires, el principal puerto y mercado del país.
Así es que el FCCA comienza su expansión hacia el sur el 11 de enero de 1889, adquiriendo todos los bienes y derechos de explotación del Ferrocarril del Norte de Buenos Aires, que como ya se mencionó brindaba servicios entre la Capital Federal y el partido de Tigre en el conurbano bonaerense, sin embargo, esta línea estará separada de la red del FCCA por algunos años. Mientras tanto, el 11 de enero de 1890 el Central Argentino habilitó una nueva línea de 143 kilómetros, que había empezado el año anterior, la cual partía de Cañada de Gómez y se dirigía rumbo al sur hasta llagar a Pergamino y, desde allí, vía Luján (tramo arrendado al F.C.O.) esta empresa por fin podía traer sus vagones a la Capital Federal, aunque utilizando la estación Once de Septiembre. Esta se convirtió en la segunda línea habilitada entre Buenos Aires y Rosario. Poco después, en junio de 1890, tras la privatización del FCO el Central Argentino adquiere las líneas Lujan-Pergamino-Junín y Pergamino-San Nicolás, con lo que agrega a su red 365 kilómetros y ya queda a las puertas de Buenos Aires.
El 30 de abril de 1892 comienza a tomar forma su línea Buenos Aires-Rosario al habilitarse el ramal que desde la estación Victoria (ex FCN) llegaba hasta la estación Zelaya, constituyendo el primer tramo de su conexión entre el ex Ferrocarril del Norte y la línea de Pergamino a Luján. El 20 de julio inaugura el segundo tramo, desde Zelaya hasta Capilla del Señor y el 5 de julio de 1894 completa la unión de sus dos sistemas, entre Capilla del Señor y Vagués (ramal Pergamino – Luján), lo cual le permitió llevar sus trenes por vías propias desde las ciudades de Córdoba y Rosario hasta la estación Retiro en la Capital Federal.